# Święty Bernard (obraz El Greca)
Święty Bernard – obraz olejny hiszpańskiego malarza pochodzenia greckiego Dominikosa Theotokopulosa, znanego jako El Greco. Dzieło zdobiło ołtarz kościoła bernardynów Santo Domingo de Silos w Toledo.
Portret św. Bernarda wisiał nad wizerunkiem Świętego Jana Ewangelisty z lewej strony ołtarza. Po jego przeciwnej stronie znajdował się portret św. Benedykta. W katalogu Augusta Mayera z 1916 roku, obraz znajdował się w kolekcji prywatnej w Paryżu. Od 2000 roku obraz jest na stałe przechowany w petersburskim Ermitażu.

## Opis obrazu
Bernard przedstawiony został w trzy czwartej postaci, z pastorałem w prawej ręce i księgą w drugiej. Ubrany jest w swój tradycyjny cysterski strój. Obraz jest bardzo realistyczny; głowa harmonizuje z surowością habitu i z ciemnym tłem. W szczególności jego dłonie zostały ukazane z dużą dokładnością i delikatnością.